# August Heinrich Plinke
August Heinrich Plinke (* 14 de abril de 1855 en Fallersleben; † 27 de octubre de 1915 in Hamelín) fue un periodista, pintor e ilustrador alemán.

## Vida
Plunk estudió de 1875 a 1878  en la Academia de Artes de Weimar bajo Ferdinand Schauss y Alexander Struys, y de 1898 a 1899 en la Academia de Artes de Berlín. Más tarde se interesaría especialmente en la literatura infantil como ilustrador. Vivió en Berlín y algún tiempo en Hannover en el n.º 2 de la Brüderstraße. en los 1890s, escribió especialmente como crítico de arquitectura en diferentes periódicos de Hannover, y formuló ataques fuertes contra la construcción de vivienda especulativa. 
Débiles por dentro, odiosas por fuera, pero adornadas y emperifolladas con imitaciones de material barato, estas construcciones estaban calculadas únicamente para que los ojos no entrenados de un comprador desafortunado se deslumbraran a pesar de su mínimo valor como propiedades. 

## Trabajos conocidos

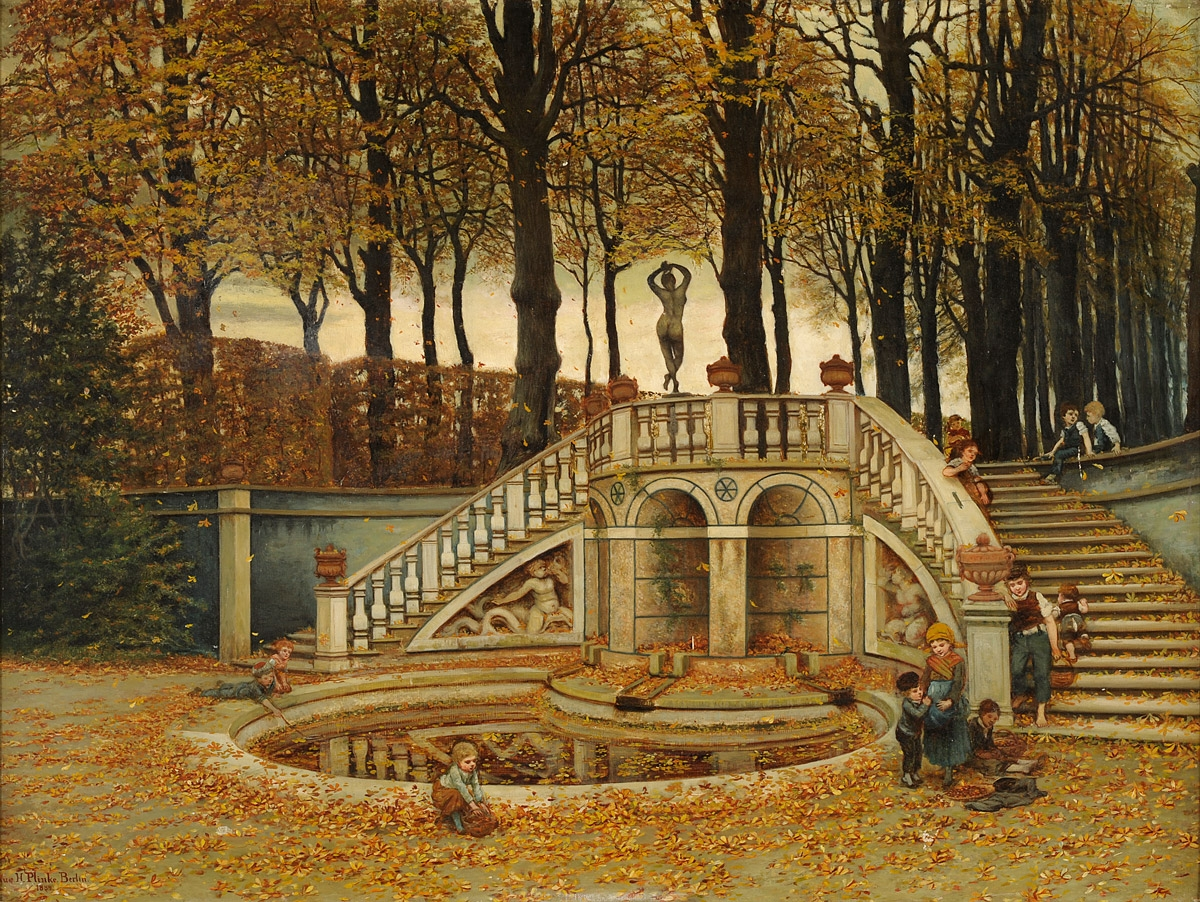
Niños jugando en otoño;al frente del teatro del jardín del Gran Jardín de la Casa del Señorío de Hannover

Pintura

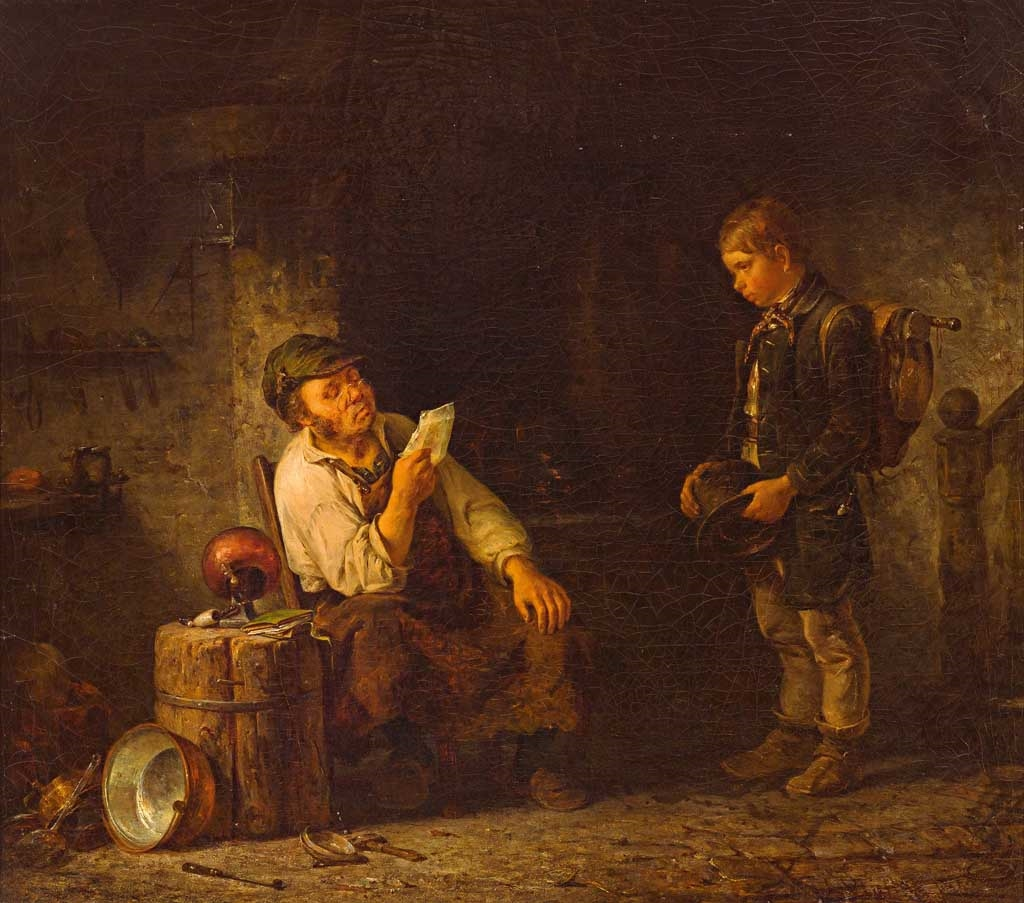
„Ayúdeme con una carta de recomendación para presentarme al calderero“;
Pintura al óleo de August Heinrich Plinke,

- cerca de 1900: Abendlicher Tanz auf dem Schützenfest, Pintura al óleo actualmente en el Landesmuseum de Hannover, muestra un gran número de personas de diferentes estratos socioeconómicos en el redondel del Schützenplatz y de la antigua Schützenhaus de Georg Ludwig Friedrich Laves en el fondo[4]

Libros
- Frida Schanz: Die Reise mit dem Weihnachtsmanne. Eine Christgeschichte. Mit 40 Original-Zeichnungen von Aug. H. Plinke, Schwager, Dresde [1889].
- Adolf Bartels, August H. Plinke: Gedenkbuch für Kinder. Schauenburg, Lahr 1892.
- Neuer Führer durch Hannover. Mit dem Plan von Hannover und Linden und 2 Theaterplänen. Klindworth, Hannover 1892.
- Harry Wünscher: Die Gänsehirtin. Ein Märchen. Dichtung. Mit Bildern von Aug. H. Plinke, Beyer, Langensalza [1899].
- Die Entwicklung der neueren Architektur in Hannover. In: Festbuch zur Hannoverschen Provinziallehrerversammlung. Hrsg.: Hannoversche Provinziallehrerversammlung,  Band 25, Hannover: 199, S. 21–41.
- Kindertage in Lust und Plage. Bilder, von August H. Plinke. Mit Text von Helene Binder, 2. Auflage, Beyer, Langensalza [1931].
- Kunterbunt im Jahresrund. Bilder von August H. Plinke, mit Text von Helen Binder, 2. Auflage, Beyer, Langensalza [1931].
- Schwänzelpeter und Schlumpelliese. Ein Bilderbuch für gute Kinder und solche, die es werden wollen. Bilder von August H. Plinke. Text von Otto Weddigen, 3. Auflage, Langensalza: Beyer, [1931].

Literatura
- Helmut Plath: Hannover im Bild der Jahrhunderte. 3., erweiterte und verbesserte Auflage, Hannover: Madsack, 1966, S. 94 f., 105